# 小林美代子 (作曲家)
小林美代子（こばやし みよこ）は、ゲーム音楽の作曲家。千葉県出身。

## 概要
CUBE、クインテット、ガストを経てフリーランスとして活動。「小林」は旧姓で、現在は高岡美代子（たかおか みよこ）名義で活動している。作曲のほかレジンアクセサリー製作も行っており、ワークショップも開催している。コミケでは「プライムブルー屋」という店を出展している。

## 作品

### ゲーム

#### CUBE在籍時代
- アメリカ横断ウルトラクイズ（機種不明 / トミー）[2]
- マイト・アンド・マジック（機種不明）[2]
- スノーブラザーズ（1990年 / アーケード / 東亜プラン）[2]
- ゴークス（1991年 / アーケード / 東亜プラン）[2]
- スーパーブラックバス（1992年 / SFC / ホット・ビィ）[2]
- エコロジーマジック（1992年 / PC-98 / ジーエーエム）[2]
- CDバトル 光の勇者たち（1993年 /  SUPER CD-ROM2 / キングレコード）[2]
- バズー！魔法世界（1993年 / SFC / ホット・ビィ）[2]
- ウィザードリィI・II（1993年 / SUPER CD-ROM2 / ナグザット）[2]
- ラングリッサー 光輝の末裔（1993年 / SUPER CD-ROM2 / メサイヤ）（曳地正則、藤岡央、岩垂徳行、溝口功、伊藤直之と共同）[2]
- モンスターメーカー3（1993年 / SFC / ソフエル）[2]
- イースIV MASK OF THE SUN（1993年 / SFC / トンキンハウス）（アレンジ）[2]
- アルスラーン戦記（1993年 / メガCD / セガ）[2]
- ダウンタウン熱血べーすぼーる物語（1993年 / SFC / テクノスジャパン）[2]
- ソニック・ザ・ヘッジホッグ3（1994年 / MD / セガ）[2]
- Wizap! -ウィザップ 〜暗黒の王-（1994年 / SFC / アスキー）（アレンジ）[2]

#### クインテット在籍時代
- 天地創造（1995年 / SFC / エニックス / クインテット）（曳地正則と共同）[2]
- グランストリーム伝紀（1997年 / PS / SCE / クインテット）（曳地正則・落合貴子・田中公平と共同）[2]

#### ガスト在籍時代
- フレースヴェルグ（2000年 / PS2 / ガスト）[2]
- リリーのアトリエ 〜ザールブルグの錬金術士3〜（2001年 / PS2 / ガスト）（土屋暁と共同）[2]
- マリー&エリー 〜ふたりのアトリエ〜（2001年 / WS / イースリースタッフ）（土屋暁・山西利治と共同）[2]
- ヘルミーナとクルス 〜リリーのアトリエ もう一つの物語〜（2001年 / PS2 / ガスト）[2]
- ユーディーのアトリエ 〜グラムナートの錬金術士〜（2002年 / PS2 / ガスト）（土屋暁・小林正幸と共同）[2]

#### フリーランス時代
- 犬夜叉 〜呪詛の仮面〜（海外版）（2004年 / PS2 / バンダイ）2曲制作[2]
- リーズのアトリエ 〜オルドールの錬金術士〜（2007年 / DS / ガスト）（荒川恵莉と共同）[2]
- 熊と大将さん（2021年 / Nintendo Switch / Jack Boylan）[3]

### アルバム
- 雪絵れな『Stroll』（1997年 / Team Stroll） - 2曲担当、曳地正則・落合貴子・堀向直之・飯塚博と共同。
- 天地創造展 アークの帰還 サウンドトラック（2021年）[3] - ゲーム『天地創造』のイラストを担当した藤原カムイの個展「天地創造展 アークの帰還」用に制作した楽曲を収録。曳地正則と共同。

### 映像作品
- 5月のクローバー The MOVIE（2004年 / AESTHETICA） - 2003年のDelicious-deliciousの演劇舞台の映像化作品
- 矢負いの願い（2016年） - 大阪府八尾市の障がい者と防災をテーマにした映像作品[2]

### その他
- 大阪府大正区のイベントBGM[2]
- 超新星スバルファイブ（大阪府富田林市のローカルヒーロー）テーマ曲[2]